# Koritno (Brežice, Slovenija)
Koritno je naselje u Općini Brežice u istočnoj Sloveniji. Koritno se nalazi u pokrajini Dolenjskoj i statističkoj regiji Donjoposavskoj. 

## Stanovništvo
Prema popisu stanovništva iz 2002. godine Koritno je imalo 84 stanovnika.

## Vanjske poveznice
- Satelitska snimka naselja  Arhivirana inačica izvorne stranice od 29. srpnja 2017. (Wayback Machine)